# Gare d'Étréchy
La gare d'Étréchy est une gare ferroviaire française de la ligne de Paris-Austerlitz à Bordeaux-Saint-Jean située sur le territoire de la commune d'Étréchy dans le département de l'Essonne en région Île-de-France.
C'est une gare de la Société nationale des chemins de fer français (SNCF) desservie par la branche C6 du RER C.

## Situation ferroviaire
Établie à 80 mètres d'altitude, la gare d'Étréchy est située au point kilométrique (PK) 48,690 de la ligne de Paris-Austerlitz à Bordeaux-Saint-Jean entre les gares d'Étampes et de Chamarande.

## Histoire
La station d'Étréchy est officiellement mise en service le 5 mai 1843 par la Compagnie du chemin de fer de Paris à Orléans (PO), lorsqu'elle ouvre à l'exploitation les 102 kilomètres de sa ligne de Juvisy (Paris) à Orléans.
En 2014, selon les estimations de la SNCF, la fréquentation annuelle de la gare est de 810 000 voyageurs.

## Service des voyageurs

### Desserte
Étréchy est desservie par les trains de la ligne C du RER parcourant la branche C6, à raison de :
- un train toutes les 15 minutes aux heures de pointe, vers Saint-Quentin-en-Yvelines (via Paris), le matin, vers Saint-Martin-d'Étampes le soir ;
- un train toutes les 30 minutes en journée.

### Intermodalité
La gare est desservie par les lignes 4409, 4413, 4433, 4438, 4439, 4440 et le service de transport à la demande du Réseau de bus Essonne Sud Ouest.